# مذكرات فتاة قوطعت

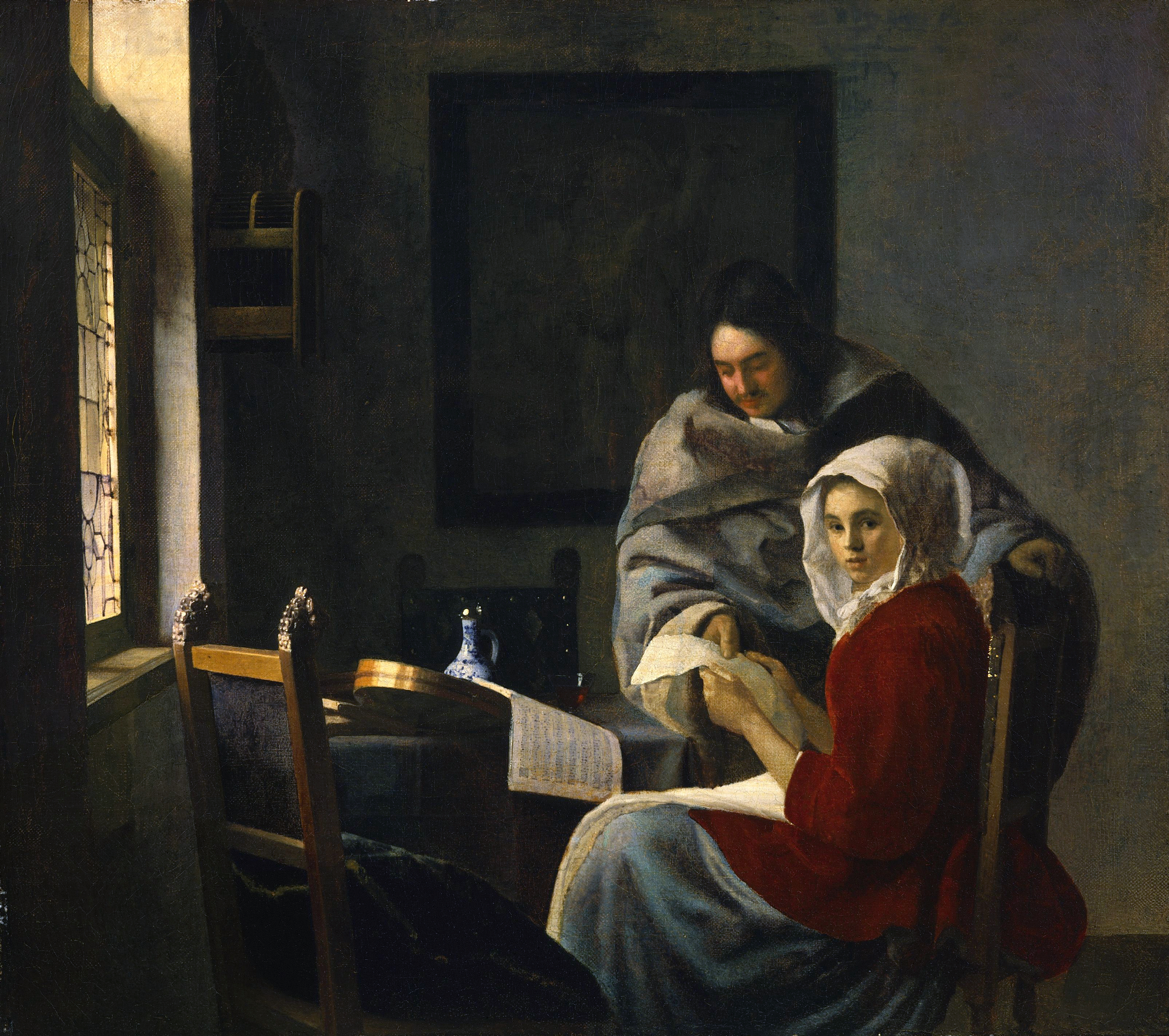
لوحة زيتية بعنوان ليوهانس فيرمير بين عامي 1660-1661، والتي ألهمت الكاتبة التي عانت من اضطراب الشخصية الحدي، في إبداع عملها عام 1993، والذي تم معالجته سينمائيًا لاحقًا بفيلم عام 1999.

مذكرات فتاة قوطعت (بالإنجليزية: Girl, Interrupted)‏ هي مذكرات كتبتها الكاتبة الأمريكية سوزانا كايسن عام 1993، أثناء علاجها في مستشفى إم سي للأمراض النفسية في عقد الستينات، بعدما عانت من اضطراب الشخصية الحدي. ويُعد من أكثر الأعمال مبيعًا. وقد تمت معالجة العمل سينمائيًا عام 1999 في الفيلم الذي يحمل نفس الاسم فتاة، قوطعت من بطولة أنجلينا جولي ووينونا رايدر، ومن إخراج جيمس مانجولد. وقد استلهمت كايسن هذا الرواية من اللوحة الفنية فتاة قوطعت أثناء عزفها ليوهانس فيرمير، التي رسمها فيما بين عامي 1660 و1661.